# إجناثيو دي بوساداس
إجناثيو دي بوساداس ‏ (15 يناير 1944 في مونتفيدو - ) سياسي، ومحام من الأوروغواي ينتمي للحزب الوطني.

## تعليمه
درس القانون وتخرج في جامعة الجمهورية عام 1973. ثم أعقبها بدراسة الاقتصاد والفلسفة في جامعات بالولايات المتحدة الأمريكية وكندا. كما تابع دراساته اللاهوتية، بما في ذلك ابتدائه في الرهبنة اليسوعية.